# David Kunzle
Pour les articles homonymes, voir Kunzle.
David Kunzle, né le 17 avril 1936 à Birmingham (Grande Bretagne) et mort le 1er janvier 2024, est un historien de l'art britannique spécialiste de la bande dessinée avant le XXe siècle. Il enseigne l'histoire de l'art à l'Université de Californie à Los Angeles de 1976 à 2009.

## Biographie
Né de parents suisses, David Kunzle est étudiant à l'Université de Cambridge à la fin des années 1950, avant d'étudier pour un doctorat à l'Institut Warburg, Université de Londres, au début des années 1960 sous Ernst Gombrich. Sa thèse de doctorat deviendra alors son livre, The Early Comic Strip. L'un des pères fondateurs de l'étude de la bande dessinée contemporaine, il écrit des articles et des livres sur un large éventail de sujets, dont bon nombre se rapportent à l'art populaire, politique et public.
David Kunzle est également un expert de l'iconographie de Che Guevara: son engagement politique est révélé par son travail sur les peintures murales du Nicaragua, l'imagerie du Vietnam, et l'idéologie de Donald Duck.